# Rivula munda
Rivula munda är en fjärilsart som beskrevs av Hüfnagel 1767. Rivula munda ingår i släktet Rivula och familjen nattflyn. Inga underarter finns listade.